# Xã East Fork, Quận Faulkner, Arkansas
Xã East Fork (tiếng Anh: East Fork Township) là một xã thuộc quận Faulkner, tiểu bang Arkansas, Hoa Kỳ. Năm 2010, dân số của xã này là 2.203 người.